# Oddychać i kochać
Oddychać i kochać – osiemnasty album zespołu Skaldowie, zawierający piosenki autorstwa Jacka Zielińskiego i Leszka Aleksandra Moczulskiego, napisane w latach 1998–2009. 

## Lista utworów
1. "Poranek z nadzieją" (J.Zieliński - L.A.Moczulski) – 3.29
2. "Dzień się zaczyna od Ciebie" (J.Zieliński - L.A.Moczulski) – 4.36
3. "Nikt nie podpowie" (J.Zieliński - L.A.Moczulski) – 3.29
4. "Nie przegapimy miłości" (J.Zieliński - L.A.Moczulski) – 3.12
5. "Anioł w miasteczku" (J.Zieliński - J.Wojs) – 3.00
6. "Obszedłem ja góry" (J.Zieliński - L.A.Moczulski) – 2.27
7. "Góry, moje góry" (J.Zieliński - L.A.Moczulski) – 5.54
8. "Nie siedem gór" (J.Zieliński - L.A.Moczulski) – 2.53
9. "Rejs bez końca" (J.Zieliński - L.A.Moczulski) – 3.07
10. "Pod żaglami świateł" (J.Zieliński - L.A.Moczulski) – 3.39
11. "Upaniszada" (J.Zieliński - L.A.Moczulski) – 4.53
12. "Oddychać i kochać" (J.Zieliński - L.A.Moczulski) – 3.36
13. "Wędrowanie, wędrowanie" (J.Zieliński - L.A.Moczulski) – 3.04
14. "Gdzie anioł mówi dzień dobry" (J.Zieliński - L.A.Moczulski) – 3.31
15. "Ballada dla Zbyszka" (J.Zieliński) – 4.15
16. "Drogom już czas dziękować" (J.Zieliński - L.A.Moczulski) – 4.29

## Skaldowie w składzie
- Jacek Zieliński – śpiew, fortepian, skrzypce, altówka, trąbka, instrumenty perkusyjne
- Andrzej Zieliński – organy Hammonda
- Konrad Ratyński – gitara basowa
- Jerzy Tarsiński – gitara
- Grzegorz Górkiewicz – instrumenty klawiszowe, efekty

gościnnie:
- Bogumił Zieliński – gitary
- Gabriela Zielińska-Tarcholik – śpiew
- Rafał Tarcholik – perkusja

oraz:
- Leszek Szczerba – saksofon (11)
- Beata Urbanek – wiolonczela (12)